# Clélia
Cette page présente le prénom Clélia ainsi que ses variantes.
Clélia est un prénom féminin d'origine Italienne, popularisé en France par le roman de Stendhal La Chartreuse de Parme.

## Sens et origine
Le prénom Clélia a pour origine le prénom latin Clœlia. Ce prénom serait dérivé du verbe latin cluere qui peut être interprété au sens de « avoir de la renommée ».
Clœlia est aussi le nom d’une héroïne de l’histoire romaine. Livrée avec d'autres comme otage au roi Porsenna qui assiégeait Rome, elle s'évada et traversa le Tibre à la nage. Elle retrouva les siens qui durent la renvoyer à Porsenna. Celui-ci l'accueillit avec de très grands honneurs, surpris de son courage et la libéra avec quelques Romains qu'elle choisit : des enfants et des femmes. Plus tard, Rome fit ériger sa statue sur la Voie sacrée.

## Fête usuelle
Le prénom est fêté le 13 juillet en hommage à sainte Clélia, une chrétienne qui fonde la congrégation des Religieuses de la Vierge des Douleurs pour venir en aide aux enfants et aux déshérités.

## Variantes
- Français : Clélie

## Popularité du prénom
Le prénom, courant en Italie, était assez rare en France jusqu’aux années 1990.
Le prénom a été donné 3 928 fois en France depuis 1946.

## Personnalités portant ce prénom
- Clélia Barbieri est une sainte de l’Église catholique.
- Clélia Ventura est la fille de l’acteur Lino Ventura et l’autrice de plusieurs livres sur son père. À noter que Lino Ventura est né à Parme, et que Clélia Conti est l'héroïne du roman La Chartreuse de Parme de Stendhal.
- Clelia Farnèse était une noble italienne, fille illégitime du cardinal Alexandre Farnèse, le petit-fils du pape Paul III.

- Pour l'ensemble des articles sur les personnes portant ce prénom, consulter :
  - la liste des articles dont le titre commence par ce prénom
  - les listes produites par Wikidata : Liste des personnes de prénom « Clelia » — même liste en incluant les éventuels prénoms composés qui contiennent « Clelia ».

### Dans les arts
- Clélia Conti est un des personnages principaux du roman de Stendhal La Chartreuse de Parme.
- Clélie, histoire romaine est un roman de Madeleine de Scudéry retraçant de façon romancée l’histoire de Cloelia et du roi Porsenna.
- Clélia est le prénom du personnage principal joué par Sophie Marceau dans le film La Fidélité réalisé par Andrzej Żuławski.